# Conisli
Congresso Internacional de Software Livre ou Conisli é um evento com o objetivo de fomentar e contribuir para o aumento da massa crítica desenvolvedora de software brasileira, melhorar a discussão sobre liberdade e democratização do conhecimento.
Realizado em São Paulo, um estado com mais de 41 milhões de habitantes, sendo o mais populoso e com representatividade 20% de pessoas que habitam o país, porém com uma pequena porção destas pessoas inseridas no contexto tecnológico, o evento tentará trazer as pessoas da tecnologia, utilizando o "Software Livre". O grande objetivo será demonstrar como obter melhores resultados com o Software Livre.

## Edições
- 08 e 09 de novembro de 2003 - Universidade de São Paulo - USP
- 05 e 06 de novembro de 2004 - Anhembi
- 03 a 05 de novembro de 2005 - SESC Itaquera
- 03 a 05 de novembro de 2006 - Anhembi
- 09 a 11 de novembro de 2007 - Universidade Cidade de São Paulo - UNICID
- 18 e 19 de outubro de 2008 - Faculdade de Informática e Administração Paulista - FIAP
- 04 e 05 de dezembro de 2009 - MIS - Museu da Imagem e do Som
- 2010 - Universidade Cidade de São Paulo - UNICID
- 04 e 05 de novembro de 2011 - Fatec de Osasco
- 09 e 10 de novemnro de 2012 - Guarulhos